# Environnement au Soudan du Sud
L'environnement au Soudan est l'environnement (ensemble des éléments - biotiques ou abiotiques - qui entourent un individu ou une espèce et dont certains contribuent directement à subvenir à ses besoins) du pays Soudan du Sud, pays d'Afrique. Cette région forme le plus grand écosystème de savane en Afrique de l'Est. Dans les années 2010, des conflits aggravent le risque de famine (famine en 2017) ainsi que le braconnage de grands herbivores.

## La biodiversité du Soudan du Sud

Topographie du Soudan du Sud.

### Milieux
Le Soudan du Sud est un pays particulièrement bien arrosé par de nombreux cours d'eau. Les principaux sont le Nil blanc et son affluent le Bahr el-Ghazal.
Cette région forme le plus grand écosystème de savane en Afrique de l'Est.
Avec ses 3 187 mètres, le mont Kinyeti est le point culminant du pays.

### Faune et flore
Les régions de l'est du pays abritent des troupeaux géants d'antilopes et d'importantes populations de girafes, lions et guépards. La migration annuelle des herbivores y rivalise en nombre avec celle, mondialement connue, qui se déroule entre le Masaï Mara au Kenya et le Serengeti en Tanzanie voisine.

## Impacts sur les milieux naturels

### Activités humaines

#### Agriculture
Les cours d'eau contribuent à la fertilisation des régions qu'ils traversent. La population est principalement rurale ; la vie y est liée à une économie de subsistance. 

#### Chasse, pêche et braconnage
En 2015 - 2016, La WCS a enregistré une très forte augmentation du braconnage d'antilopes et d'éléphants. Les éléphants sont abattus pour alimenter le trafic d'ivoire, tandis que girafes et antilopes sont tuées pour nourrir les dizaines de milliers de combattants, miliciens et rebelles qui se battent depuis décembre 2013. En 2014, l'organisation avait révélé qu'un tiers des éléphants équipés d'un système de géolocalisation avait disparu.

### Pression sur les ressources non renouvelables

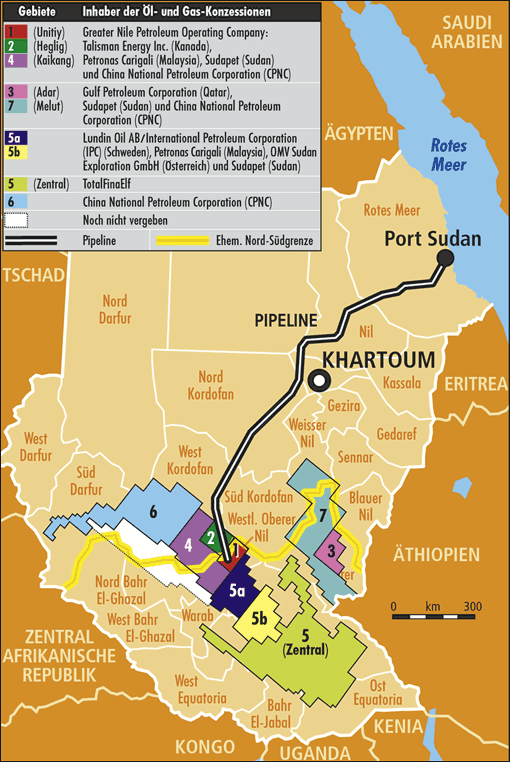
Carte des concessions et infrastructures pétrolières et gazières des deux Soudan.

Avant l'indépendance, le Soudan du Sud assurait environ 85 % de la production des 470 000 barils de pétrole par jour de l'ensemble du Soudan. Toutefois, les équipements et l'industrie pétrolière se trouvent essentiellement dans le Nord. Les oléoducs en provenance du sud mènent au nord, vers Port-Soudan, sur les bords de la mer Rouge. La principale raffinerie se trouve à 70 kilomètres au nord de la capitale du Soudan, Khartoum.

### Pollutions

#### La gestion des déchets
Un habitant d'Afrique sub-aharienne génère en moyenne 165 kg de déchets par an et par habitants en 2023 (soit nettement moins que dans les pays plus riches).

### Impacts de l'urbanisation
En 2016, la population du Soudan du Sud est estimée à environ 12,5 millions d'habitants. Elle est principalement rurale. Cinq ville comptaient en 2008 plus de 100 000 habitants :
| Rang | Villes  | Cens.2008      | État                      |
| ---- | ------- | -------------- | ------------------------- |
| 1    | Djouba  | 270 005        | Équatoria-Central         |
| 2    | Wau     | 163 442 (2005) | Bahr el Ghazal occidental |
| 3    | Malakal | 126 483        | Nil Supérieur             |
| 4    | Yei     | 111 268        | Équatoria-Central         |
| 5    | Yambio  | 105 881        | Équatoria-Occidental      |

## L'exposition aux risques

### Désertification et famine
Le 20 février 2017, le gouvernement du Soudan du Sud déclare l'état de famine dans plusieurs zones du pays.